# Harry C. Walker
Harry Clay Walker (* 18. März 1873 in Binghamton, Broome County, New York; † 2. November 1932) war ein US-amerikanischer Rechtsanwalt und Politiker (Demokratische Partei).

## Werdegang
Harry Clay Walker, der Sohn von William J. Walker und Sarah Walker, studierte Jura und bekam 1894 seine Zulassung als Anwalt. Er verfolgte auch eine politische Laufbahn. Walker war zwischen 1917 und 1918 Bürgermeister von Binghamton. Bei der Gouverneurswahl von 1918 wurde er als Running Mate von Alfred E. Smith zum Vizegouverneur von New York gewählt, eine Stellung, die er zwischen 1919 und 1920 bekleidete. Während dieser Zeit war er 1919 einer von neun Mitgliedern in einem Gewerkschaftsausschuss (Labor Board), der von Gouverneur Smith geschaffen wurde, um bei Arbeitsstreitigkeiten zu intervenieren. In einigen Fällen konnte dieser Ausschuss erfolgreich vermitteln. Im nachfolgenden Jahr gewann er die demokratischen Vorwahlen von New York für den US-Senat gegenüber George R. Lunn, dem damaligen Bürgermeister von Schenectady, wurde allerdings von dem republikanischen Amtsinhaber James W. Wadsworth, Jr. geschlagen. Er wurde 1926 in die Central New York State Parks Commission berufen und hatte 1928 den Vorsitz über die Taconic State Park Commission.
Ferner war er vom 16. August 1932 bis zu seinem Tod Großmeister der Grand Encampment of the Knights Templar in den Vereinigten Staaten.